# Сєдово (Калінінградська область)
Сєдово (рос. Седово) — селище Правдинського району, Калінінградської області Росії. Входить до складу Домновського сільського поселення.
Населення —  7 осіб (2015 рік). 

## Населення
| 2002 | 2010 |
| ---- | ---- |
| 10   | ↘7   |